# Jeff Hanneman
Jeff Hanneman, właśc. Jeffrey John Hanneman (ur. 31 stycznia 1964 w Oakland, zm. 2 maja 2013 w Los Angeles) – amerykański gitarzysta, członek amerykańskiej thrashmetalowej grupy Slayer. Dorastający pod wpływem muzyki punkowej, Hanneman stwierdził, że to właśnie ten gatunek sprawił, że brzmienie Slayera było o wiele szybsze i bardziej agresywne. Jego punkowe inspiracje okazywane były także poprzez umieszczenie na gitarze podobizny Johnny’ego Rottena oraz symbolu „DK”, który wziął się od kalifornijskiej grupy punkowej Dead Kennedys.
Hanneman pisał zarówno teksty, jak i muzykę do każdego albumu Slayera i stworzył takie utwory jak „Raining Blood”, „War Ensemble”, „South of Heaven”, „Seasons in the Abyss” oraz „Angel of Death”, które były później odgrywane na żywo podczas prawie każdego koncertu zespołu. Posiadał także sygnowaną przez siebie linię gitar, ESP Jeff Hanneman Signature model.

## Życiorys
Hanneman urodził się 31 stycznia 1964 roku w Oakland i dorastał w Long Beach w rodzinie weteranów wojennych: jego ojciec walczył w Normandii podczas II wojny światowej, zaś jego bracia brali udział w wojnie w Wietnamie, przez co wojna była częstym tematem podczas konwersacji przy rodzinnym stole. W tym czasie filmy wojenne były bardzo popularne w telewizji i Hanneman często pomagał braciom w konstruowaniu oraz malowaniu modeli czołgów i samolotów. Jego zainteresowanie wojną oraz militariami wzięło się właśnie z wychowania, które otrzymał. W 2009 roku w wywiadzie dla Decibel Magazine, Hanneman przyznał, że jego ojciec jest Niemcem, jednak podczas wojny walczył po stronie aliantów. Podczas tej samej rozmowy wyjawił także miejsce w Niemczech, z którego wywodzą się zarówno jego ojciec, jak i dziadkowie. Dziadek Hannemana biegle posługiwał się językiem niemieckim.
Hanneman poznał Kerry’ego Kinga w 1981 roku, gdy ten trafił na przesłuchanie do jego zespołu. Po wstępnej próbie obaj gitarzyści zaczęli poważniej rozmawiać, a także wspólnie grać utwory Iron Maiden oraz Judas Priest. Slayer powstał, gdy Hanneman spytał „Dlaczego by nie założyć własnego zespołu?”, na co King odpowiedział „...O, zajebiście!”. W 1984 roku Hanneman, Dave Lombardo oraz gitarzysta Suicidal Tendencies Rocky George na krótko utworzyli punkowy projekt poboczny pod nazwą „Pap Smear” - zespół miał rozpocząć nagrywanie własnych utworów, jednak producent Slayera Rick Rubin odradził to Hannemanowi mówiąc „Achhhh, nie rób tego, stary – to przez takie coś rozpadają się zespoły!”. Hanneman posłuchał rady Rubina, później zaś wykorzystał dwa stworzone wcześniej utwory na wydany w 1996 roku albumie Slayera Undisputed Attitude.
W 1997 roku Hanneman poślubił Kathryn, którą poznał jeszcze na początku lat 80.. Para nie posiadała dzieci i mieszkała w Los Angeles, czterdzieści minut od Kinga. Kathryn pozostawała w domu, gdy Slayer wyruszał w trasę koncertową; Hanneman przyznał, że woli takie rozwiązanie. W ciągu dwunastu lat Kathryn tylko dwa razy towarzyszyła zespołowi podczas trasy.
Hanneman oraz wokalista/basista Slayera Tom Araya przeszli przez uzależnienie od leków oraz kokainy. Zdecydowali się zerwać z nałogiem, gdy zdali sobie sprawę, że „może ich to zaprowadzić jedynie do śmierci, gdyż zaszło już za daleko”. Hanneman był także długoletnim fanem Oakland Raiders.

### Choroba i śmierć
Na początku 2011 roku Hanneman zachorował na martwicze zapalenie powięzi. Zespół przyznał później, że zdaniem lekarzy chorobę tę spowodowało ugryzienie pająka. Wobec zaistniałej sytuacji, a także zbliżającej się trasy Slayera w ramach Australian Soundwave Festival, która miała rozpocząć się 26 lutego, zespół podjął trudną decyzję i zdecydował się grać bez Hannemana, zaś 16 lutego 2011 roku miejsce gitarzysty zajął Gary Holt z zespołu Exodus. Drugim zastępcą był Pat O’Brien, który występował ze Slayerem, gdy nie mógł tego robić Holt.
Hanneman wycofał się z aktywnego koncertowania na początku 2011 roku ze względu na swój stan zdrowia. W 2012 roku jego kolega z zespołu, Tom Araya, ogłosił, że Hanneman powoli wychodzi z choroby, jednakże później, w lutym 2013 roku, Kerry King ujawnił, że gitarzysta ciągle ma problemy zdrowotne, które uniemożliwiają mu pracę z Slayerem. Hanneman zmarł 2 maja 2013 roku w okolicach swojego domu w Inland Empire w Południowej Kalifornii, w szpitalu w Los Angeles. Początkowo wskazywano, że bezpośrednią przyczyną zgonu była niewydolność wątroby. Następnie oficjalnie podano, że pierwotną przyczyną śmierci była alkoholowa marskość wątroby.

## Upamiętnienie
W miejscowości Jaworzno Rondo Wielkiej Orkiestry Świątecznej Pomocy objęto patronem im. Jeffa Hannemana na okres jednego roku. Nazwa ronda została zamieniona na okres 12 miesięcy (od lutego 2014 r. do stycznia 2015), ponieważ firma ART-COM Sp z o.o. jako kolejna, wylicytowała „możliwość zmiany nazwy ronda lub patrona” podczas XXII finału Wielkiej Orkiestry Świątecznej Pomocy (zgodnie z zasadami licytacji od 2010 roku, jednocześnie za zgodą prezydenta miasta Jaworzno).

## Instrumentarium
| Gitary i przetworniki - Jackson Custom Shop Soloist with 2 EMG Pickups - ESP Jeff Hanneman Signature model electric guitar - ESP LTD Jeff Hanneman JH-200 model Wzmacniacze i kolumny głośnikowe - Marshall JCM-800 2203 amplifiers with Groove Tube 6550 power tubes - Celestion G12T-75 Speakers in modded Marshall 1960B 4x12 Cabs Struny gitarowe - D’Addario .009-.042 Strings |  | Efekty - MXR Super Comp - MXR Smart Gate - MXR 10 band EQ - EMG 81/85 Pick-ups with EMG SPC Mid-Boost circuit - Shure UHF Wireless System - Eventide H3000S Harmonizer - Dunlop Dimebag Crybaby From Hell Wah-Wah Pedal - Monster Cable - Kahler bridges - Morley Pedals - Rocktron Surf Tremolo - Whirlwind A/B Selector - Yamaha SPX90 Multi-Effects - Korg DTR-1 Rack Tuner - Peterson 490-ST Strobe Tuner - Countryman Direct Box |

## Filmografia
| Tytuł                                | Rok  | Uwagi                                           | Źródło |
| ------------------------------------ | ---- | ----------------------------------------------- | ------ |
| „We Sold Our Souls for Rock 'n Roll” | 2001 | film dokumentalny, reżyseria: Penelope Spheeris | [ 14 ] |

## Nagrody i wyróżnienia
| Rok  | Kategoria                   | Tytułem       | Nagroda                     | Nota | Źródło |
| ---- | --------------------------- | ------------- | --------------------------- | ---- | ------ |
| 2009 | Most Mind-Blowing Guitarist | Jeff Hanneman | Revolver Golden Gods Awards | Laur | [ 15 ] |